# Festival 2 Cinéma 2 Valenciennes
Le Festival 2 Cinéma de Valenciennes, anciennement intitulé Festival 2 Valenciennes, est un festival de cinéma français créé en 2011. Ce festival remplace le festival du film d'aventures de Valenciennes qui a marqué la vie culturelle valenciennoise entre 1990 et 2010.
La symbolique du chiffre 2 fait référence aux deux compétitions (Documentaires & Fictions), aux deux jurys de professionnels (Talents & Presse), aux deux invités (Honneur et Coup de cœur), aux deux métiers du cinéma, aux deux avant-premières hors compétition (Film de clôture et Cinéma en famille)[réf. nécessaire].

## Organisation
Le festival se déroulait chaque année au début du printemps pendant une semaine au Gaumont Valenciennes et se déroule depuis 2021 fin septembre. Plus de 60 longs-métrages y sont diffusés. Le festival propose deux compétitions : Fictions et Documentaires. Celles-ci se succédaient avant de se dérouler en parallèle à partir de la 9e édition en 2019. Des films hors compétition viennent compléter la sélection officielle. À celle-ci s'ajoutent une programmation Jeune public, des rétrospectives en hommage aux invités, des masterclass mettant à l'honneur les métiers du cinéma...
Chaque édition met en lumière un(e) invité(e) d'Honneur et un(e) invité(e) Coup de cœur. Des projections et animations sont ouvertes au public (voiture-travelling en 2012, ciné-zoo en 2013, les fauves du cinéma en 2016, les duels à l'épée et cascades en 2017, les chevaux en 2018...).

### Programme
- Compétition Fictions : environ 8 films
- Compétition Documentaires : environ 7 films
- Sélection Officielle Hors Compétition : Film de clôture, Cinéma en famille et autres avant-premières
- Section Jeune Public : environ 5 films d'animation
- Cartes Blanches : rétrospective en 5 films de la filmographie des invités d'Honneur et Coup de Cœur et des deux invités Métiers du Cinéma
- La Journée Jeunes Étoiles 2 Valenciennes : compétition de courts-métrages réalisés par des élèves option cinéma-audiovisuel inscrits dans un atelier artistique des lycées de l'académie de Lille. Événement organisé en partenariat avec le Rectorat de Lille.

### Prix décernés
- Grand Prix (Fictions)
- Prix du Jury (Fictions)
- Prix d'Interprétation Féminine (Fictions)
- Prix d'Interprétation Masculine  (Fictions)
- Prix du Public (Fictions) (depuis 2012)
- Prix de la Critique (Fictions)
- Prix des Étudiants (Fictions) (depuis 2015)
- Grand Prix (Documentaires)
- Prix de la Critique (Documentaires)
- Prix du Public (Documentaires) (depuis 2012)
- Prix des Étudiants (Documentaires) (depuis 2015)

## Éditions

### 2011
- Maîtresse de cérémonie : Sarah Lelouch.
- Animation : les armes au cinéma par Christophe Maratier (armurier).

#### Hommages
- Jean-Marie Lavalou, Alain Masseron, Nicolas Pollacchi et Hervé Theys, lauréats du prix Jean Mineur pour l'invention de la Louma.
- Gisèle Casadesus, Invitée Coup de cœur.
- Frederick Wiseman, Invité d'honneur.

#### Jurys
- Documentaires : William Klein (président du jury), Valérie Kaprisky, Jean-Michel Carré, François Margolin, François Lévy-Kuentz, Johan Libereau.
- Fictions : Christophe Barratier (président du jury), Marianne Basler, Sarah Biasini, Cristiana Reali, Jacques Fieschi, Salim Kechiouche, Gérard Krawczyk, Samuel Labarthe, Bruno Wolkowitch, Claude Zidi.

#### Palmarès
- Grand prix (Fictions) : Detachment de Tony Kaye
- Prix du jury (Fictions) : Amador de Fernando León de Aranoa
- Prix de la critique (Fictions) : Take Shelter de Jeff Nichols
- Prix d'interprétation féminine (Fictions) : Sandra Hüller pour l'Amour et rien d'autre de Jan Schomburg
- Prix d'interprétation masculine  (Fictions) : Daniel Henshall pour Les Crimes de Snowtown avec Justin Kurzel
- Grand prix (Documentaires) : Les Nouveaux Chiens de garde de Gilles Balbastre et Yannick Kergoat // Norman Foster de Carlos Carcas et Norberto Lopez Amado
- Prix de la critique (Documentaires) : Khodorkovski de Cyril Tuschi
- Prix du public (Documentaires) : Les Nouveaux Chiens de garde de Gilles Balbastre et Yannick Kergoat

### 2012
- Maîtresse de cérémonie : Laurie Cholewa.
- Animation : les cascades en voiture par Jean-Claude Lagniez (cascadeur, spécialisé dans les courses-poursuites et les crash-voitures au cinéma).

#### Hommages
- Bernadette Lafont, Invitée Coup de cœur du Festival.
- Michel Ocelot, Invité d'honneur.
- Michel Legrand, lauréat du prix Jean Mineur pour la composition des Parapluies de Cherbourg, premier film du cinéma intégralement chanté.

#### Jurys
- Documentaires : Philippe Alexandre (président du jury), Simone Bitton, Anne Brochet, Jean-Pierre Denis, Gilles de Maistre, Gilles Taurand, Alain Tixier, Marie-Claude Treilhou.
- Fictions : Clémentine Célarié (présidente du jury), Lubna Azabal, Fanny Cottencon, Amandine Dewasmes, Sam Karmann, Jérôme Kircher, Michel Leclerc, Christophe Malavoy, Jean-Marie Périer, Karole Rocher.

#### Palmarès
- Grand prix (Fictions) : La Petite Venise d'Andrea Serge
- Prix du jury (Fictions) : Tyrannosaur de Paddy Considine
- Prix de la critique (Fictions) : Tyrannosaur de Paddy Considine
- Prix du public (Fictions) : La Petite Venise d'Andrea Segre
- Prix d'interprétation féminine (Fictions) : Olivia Colman dans Tyrannosaur
- Prix d'interprétation masculine  (Fictions) : Peter Mullan dans Tyrannosaur et Patrick Huard dans Starbuck
- Grand prix (Documentaires) : L'Affaire Chebeya, un crime d'État ? de Thierry Michel
- Prix de la critique (Documentaires) : Living The Silent Spring de Masako Sakata
- Prix du public (Documentaires) : Living The Silent Spring de Masako Sakata

### 2013
- Maîtresse de cérémonie : Caroline Tresca[4].

#### Hommages
- Jean-Pierre Marielle, Invité Coup de cœur.
- Michel Bouquet, Invité d'honneur.

#### Jurys
- Documentaires : Yves Boisset (président du jury), Abdel Raouf Dafri, Claire Keim, Yannick Kergoat, François Margolin, Régis Sauder, Françoise Widhoff[5].
- Fictions : Richard Anconina (président du jury), Yvan Le Bolloc'h, Corinne Touzet, Yann Samuell, Lionel Abelanski, Julien Baumgartner, Tom Stern, Corinne Masiero, Stéphan Wojtowicz, Lola Créton[6].

#### Palmarès
- Grand prix (Fictions) (à l'unanimité) : Hijacking de Tobias Lindholm
- Prix du jury (Fictions) : A Very Englishman de Michael Winterbottom
- Prix de la critique (Fictions) : Mud : Sur les rives du Mississippi de Jeff Nichols
- Prix du public (Fictions) : Mud : Sur les rives du Mississippi de Jeff Nichols
- Prix d'interprétation féminine (Fictions) : Emmanuelle Devos pour Le Temps de l'aventure de Paddy Considine
- Prix d'interprétation masculine  (Fictions) : Tye Sheridan et Jacob Lofland pour Mud : Sur les rives du Mississippi
- Grand prix (Documentaires) : The Act of Killing de Joshua Oppenheimer
- Prix de la critique (Documentaires) : The Queen of Versailles de Lauren Greenfield
- Prix du public (Documentaires) : Derrière le mur, la Californie de Marten Persiel

### 2014
- Maître de cérémonie : Bruno Cras (journaliste Europe 1)[7].
- Animations : Patrick Cauderlier, spécialiste des cascades, chutes et effets câbles[8].

#### Hommages
- Agnès Varda, Invitée Coup de cœur[9].
- Claudia Cardinale, Invitée d'honneur.

#### Jurys
- Documentaires : Jean-Jacques Beineix (président du jury), Pierre Carles, Jean-Paul Jaud, Thierry Ragobert, Emmanuelle Boidron, Salomé Stévenin, Fabrice Aboulker[10],[11].
- Fictions : Étienne Chatiliez (président du jury), Michel Abramowicz, Catherine Breillat, Marie-Anne Chazel, Pierre Deladonchamps, Sophie Fillières, Marianne James, Anne Le Ny, Gilbert Melki, Linh-Dan Pham, Natacha Régnier, Claire Nadeau[12],[13].

#### Palmarès
- Grand prix (Fictions) : My Sweet Pepper Land de Hiner Saleem
- Prix du jury (Fictions) : Eastern Boys de Robin Campillo
- Prix de la critique (Fictions) : Tom à la ferme de Xavier Dolan, mention pour Eastern Boys de Robin Campillo
- Prix du public (Fictions) : D'une vie à l'autre de Georg Maas
- Prix d'interprétation féminine (Fictions) : Valeria Golino pour Comme le vent de Marco Simon Puccioni
- Prix d'interprétation masculine  (Fictions) : Xavier Dolan et Pierre-Yves Cardinal pour Tom à la ferme
- Grand prix (Documentaires) : Les Chèvres de ma mère de Sophie Audier
- Prix de la critique (Documentaires) : L'Irrésistible Ascension de Moïse Katumbi de Thierry Michel
- Prix du public (Documentaires) : Dancing in Jaffa de Hilla Medalia

### 2015
- Maîtresse de cérémonie : Guillemette Odicino (journaliste Telerama)[14].
- Animations : Georges Demétrau, créateur d'effets spéciaux sur les plateaux de tournage (fumigènes, tempêtes etc.)[15].

#### Hommages
- André Dussollier, Invité Coup de cœur[15].
- Jean-Pierre Darroussin, Invité d'honneur.

#### Jurys
- Documentaires : Sébastien Lifshitz (président du jury)[15], Géraldine Danon, Delphine Gleize, Jacques Bonnaffé, David André, Claus Drexel.
- Fictions : Gérard Darmon (président du jury)[15], Marthe Villalonga, Edmond Bensimon, Pauline Lefèvre, Carole Franck, Zinedine Soualem, Élisa Servier, Thierry Frémont, Alain Berberian.

#### Palmarès
- Grand prix (Fictions) : Une seconde mère d'Anna Muylaert
- Prix du jury (Fictions) : Difret de Zeresenay Berhane Mehari
- Prix de la critique (Fictions) : Une seconde mère d'Anna Muylaert, mention pour Caprice d'Emmanuel Mouret
- Prix du public (Fictions) : Le Labyrinthe du silence de Giulio Ricciarelli
- Prix des étudiants (Fictions) : Une seconde mère d'Anna Muylaert
- Prix d'interprétation féminine (Fictions) : Regina Casé pour Une seconde mère d'Anna Muylaert
- Prix d'interprétation masculine  (Fictions) : Eddie Marsan pour Une belle fin d'Uberto Pasolini
- Grand prix (Documentaires) : The Look of Silence de Joshua Oppenheimer
- Prix de la critique (Documentaires) : The Look of Silence de Joshua Oppenheimer
- Prix du public (Documentaires) : Les Optimistes de Gunhild Westhagen Magnor
- Prix des étudiants (Documentaires) : The Look of Silence de Joshua Oppenheimer

### 2016
- Maîtresse de cérémonie : Linda Hardy[16],[17].
- Animations : Thierry Le Portier, dresseur de fauves pour le cinéma, le spectacle vivant, la publicité et la télévision (lions, tigres, loups, hyènes, léopards et panthères).
- Les Jeunes Étoiles de Valenciennes : compétition de courts métrages de lycéens et collégiens des Hauts-de-France issus de l'option scolaire « Cinéma et Audiovisuel », départagés par un jury présidé par Christelle Cornil et composé de Sophie Guillemin, Julien Alluguette et Sarah Stern.

#### Hommages
- Diane Kurys, Invitée Coup de cœur[17].
- Nathalie Baye, Invitée d'honneur.

#### Jurys
- Documentaires : Daniel Leconte (président du jury)[17], Serge Avédikian, Stéphane Bentura, Sofiia Manousha, Francis Renaud, Frédéric Sojcher.
- Fictions : Jean-Pierre Mocky (président du jury)[17], Frédérique Bel, Cécile Bois, Antoine Chappey, Frédéric Chau, Grégoire Hetzel, Anamaria Marinca, Brigitte Roüan, Cécile Telerman.

#### Palmarès
- Grand prix (Fictions) : Chala, une enfance cubaine d'Ernesto Daranas
- Prix du jury (Fictions) : La Saison des femmes de Leena Yadav
- Prix de la critique (Fictions) : L'Avenir de Mia Hansen-Løve
- Prix du public (Fictions) : Colonia de Florian Gallenberger
- Prix des étudiants (Fictions) : Dégradé d'Arab Nasser et Tarzan Nasser
- Prix d'interprétation féminine (Fictions) : Tannishtha Chatterjee, Radhika Apte, Surveen Chawla et Lehar Khan pour La Saison des femmes de Leena Yadav
- Prix d'interprétation masculine  (Fictions) : Armando Valdés Freire de Chala, une enfance cubaine d'Ernesto Daranas
- Grand prix (Documentaires) : No Land's Song d'Ayat Najafi
- Prix de la critique (Documentaires) : No Land's Song d'Ayat Najafi
- Prix du public (Documentaires) : Il m'a appelée Malala de Davis Guggenheim
- Prix des étudiants (Documentaires) : Ultime Tango de German Kral

### 2017
- Maîtresse de cérémonie : Nathalie Corré[18].
- Animations[19],[20] : 
  - Cascades et combats Place d'Armes par Michel Carliez, coordinateur de duels et cascadeur sur les plateaux de cinéma et de télévision.
  - Projection de 14 films muets restaurés avec accompagnement au piano par Serge Bromberg au Théâtre Municipal de Denain.
  - Ateliers bruitage à l'Auditorium Saint-Nicolas avec Jean-Carl Feldis (musicien, bruiteur et ingénieur du son).
  - Master Class de Laurent Lufroy (créateur d'affiches de longs métrages) à l'université de Valenciennes.
  - Les Jeunes Étoiles de Valenciennes : compétition de courts métrages de lycéens et collégiens des Hauts-de-France issus de l'option scolaire « Cinéma et Audiovisuel », départagés par un jury présidé par Jean-Loup Hubert et composé de Saïda Jawad, Claude Villand, Amélie Etasse et Antoine Gouy.

#### Hommages
- François Berléand, Invité Coup de cœur[21].
- Marthe Keller, Invitée d'honneur.

#### Jurys
- Documentaires : Bernard-Henri Lévy (président du jury), Loubna Abidar, Michel Benjamin, Catherine Dussart, Pierre Filmon, Elsa Lunghini, Pascal Plisson.
- Fictions : Patrice Leconte (président du jury), Mélanie Bernier, Lolita Chammah, Jean-Marie Dreujou, Zoé Félix, Marc Fitoussi, Bernard Ménez, Claire Nebout, Nathalie Richard, Fabrizio Rongione, Brigitte Sy.

#### Palmarès
- Grand prix (Fictions) : The Young Lady de William Oldroyd
- Prix du jury (Fictions) : Tunnel de Kim Seong-hoon
- Prix de la critique (Fictions) : De toutes mes forces de Chad Chenouga
- Prix du public (Fictions) : Tunnel de Kim Seong-hoon
- Prix des étudiants (Fictions) : De toutes mes forces de Chad Chenouga
- Prix d'interprétation féminine (Fictions) : Florence Pugh pour The Young Lady de William Oldroyd
- Prix d'interprétation masculine  (Fictions) : Khaled Alouach pour De toutes mes forces de Chad Chenouga
- Grand prix (Documentaires) : Finding Phong de Tran Phuong Thao et Swann Dubus
- Prix de la critique (Documentaires) : L'Opéra de Jean-Stéphane Bron
- Prix du public (Documentaires) : La Jeune Fille et son aigle d'Otto Bell
- Prix des étudiants (Documentaires) : À voix haute : La Force de la parole de Stéphane de Freitas et Ladj Ly

### 2018
- Maîtresse de cérémonie : Armelle
- Animations[19],[20] :
  - Cascades Équestres par Mario Luraschi à la Caserne Vincent de Valenciennes
  - Concerts hommages et masterclass par Gabriel Yared, compositeur de musiques de films
  - Ateliers maquillages de cinéma par Jérôme Jardin
  - Projection de courts métrages à la carte par la Caravane Ensorcelée
  - Les Jeunes Étoiles de Valenciennes : compétition de courts métrages de lycéens et collégiens des Hauts-de-France issus de l'option scolaire « Cinéma et Audiovisuel », départagés par un jury présidé par Philippe Muyl et composé de Gabrielle Lazure, Yaniss Lespert et Firmine Richard

#### Hommages
- Jean-Pierre Léaud, Invité d'honneur
- Anny Duperey, Invitée Coup de cœur
- Mario Luraschi, Métiers du cinéma
- Gabriel Yared, Métiers du cinéma

#### Jurys
- Documentaires : Andréa Ferreol (présidente du jury), Fabienne Godet, Sagamore Stévenin, Nils Tavernier, Karim Dridi.
- Fictions : Marina Vlady (présidente du jury), Marilou Berry, Maurice Barthélémy, Agathe Bonitzer, Philippe Duquesne, Liane Foly, Philippe Le Guay.

#### Palmarès
- Grand prix (Fictions) : La Route sauvage de Andrew Haigh
- Prix du jury (Fictions) : Une année polaire de Samuel Collardey
- Prix de la critique (Fictions) : La Route sauvage de Andrew Haigh
- Prix du public (Fictions) : La Révolution silencieuse de Lars Kraume
- Prix des étudiants (Fictions) : La Mauvaise réputation de Iram Haq
- Prix du jury CinéPass (Fictions) : L'Île aux chiens de Wes Anderson
- Prix d'interprétation féminine (Fictions) : Marie Bäumer pour Trois jours à Quiberon de Emily Atef
- Prix d'interprétation masculine  (Fictions) : Leonard Scheicher et Tom Gramenz pour La Révolution silencieuse de Lars Kraume
- Grand prix (Documentaires) : Les Enfants du hasard de Thierry Michel et Pascal Colson
- Prix de la critique (Documentaires) : Coby de Christian Sonderegger
- Prix du public (Documentaires) : Blue de Keith Scholey et Alastair Fothergill
- Prix des étudiants (Documentaires) : Les Enfants du hasard de Thierry Michel et Pascal Colson

### 2019
- Maîtresse de cérémonie : Armelle[22]
- Les Jeunes Étoiles de Valenciennes : compétition de courts métrages de lycéens et collégiens des Hauts-de-France issus de l'option scolaire « Cinéma et Audiovisuel », départagés par un jury présidé par Thomas Gilou et composé de Dylan Robert, Valérie Mairesse et Pierre Lottin.
- Venise n'est pas en Italie est le film de clôture.

#### Hommages
- Jean-Pierre Jeunet, Invité d'honneur
- Arielle Dombasle et Dominique Blanc, Invitées Coup de cœur
- Madeline Fontaine, Métiers du cinéma
- Jean-Loup Dabadie, Métiers du cinéma

#### Jurys
- Documentaires : Claudine Nougaret (présidente du jury), Éva Darlan, Laetitia Carton, Christian Rouaud, Nicolas Giraud.
- Fictions : Myriam Boyer (présidente du jury), Jean-Christophe Bouvet, Evelyne Bouix, Marie Bunel, Jeanne Lapoirie, Robinson Stevenin, Daniel Vigne.

#### Palmarès
- Grand prix (Fictions) : Boy Erased de Joel Edgerton
- Prix du jury (Fictions) : Le Vent de la liberté de Michael Bully Herbig
- Prix de la critique (Fictions) : La Lutte des classes de Michel Leclerc
- Prix du public (Fictions) : Le Vent de la liberté de Michael Bully Herbig
- Prix des étudiants (Fictions) : Compañeros de Álvaro Brechner
- Prix du jury CinéPass (Fictions) : Compañeros de Álvaro Brechner, mention pour Boy Erased de Joel Edgerton
- Prix d'interprétation féminine (Fictions) : Alba August pour Astrid de Pernille Fischer Christensen
- Prix d'interprétation masculine  (Fictions) : Édouard Baer pour La Lutte des classes de Michel Leclerc
- Grand prix (Documentaires) : Je vois rouge de Bojina Panayotova
- Prix de la critique (Documentaires) : Monrovia, Indiana de Frederick Wiseman, mention pour Lourdes de Thierry Demaizière et Alban Teurlai
- Prix du public (Documentaires) : Lourdes de Thierry Demaizière et Alban Teurlai
- Prix des étudiants (Documentaires) : Je vois rouge de Bojina Panayotova

### 2020
Le festival a été arrêté, pour des raisons de sécurité sanitaire, au début de la diffusion de la pandémie.

#### Hommages
- Sylvie Pialat, Métiers du cinéma
- Vittorio Storaro, Métiers du cinéma
- Le film d'ouverture fut Effacer l'historique de Gustave Kervern et Benoît Delépine.
- Une exposition consacrée à Vittorio Storaro s'est tenue au Royal Hainaut.

#### Jurys
- Fictions : Jean-Hugues Anglade (président du jury), Martin Lamotte, Helena Noguerra, Tahar Ben Jelloun, Laurent Larivière, Camille Chamoux, Fabienne Berthaud et Nastassja Kinski.
- Documentaires : Nicolas Philibert (président du jury), Sou Abadi, Laurent Bécue-Renard, Anne-Dauphine Julliand et Marilyne Canto

#### Palmarès
- Coup de cœur du jury (Fictions) : Milla de Shannon Murphy
- Coup de cœur du public (Fictions) : Remember Me de Martin Rosete
- Coup de cœur du jury (Documentaires) : Adolescentes de Sébastien Lifshitz

### 2024

#### Palmarès
- Prix de la Révélation : Mon gâteau préféré
- Prix de la critique : Mon gâteau préféré